# Federação Neerlandesa de Voleibol
A Federação Holandesa de Voleibol  (em holandês:Nederlandse Volleybal Bond, NeVoBo) é  uma organização fundada em 1947 que governa a pratica de voleibol dos Países Baixos, sendo membro da Federação Internacional de Voleibol e da Confederação Européia de Voleibol, a entidade é responsável por  organizar  os campeonatos nacionais de  voleibol masculino e feminino no país.